# Artocarpus lanceifolius
Artocarpus lanceifolius är en mullbärsväxtart som beskrevs av William Roxburgh. Artocarpus lanceifolius ingår i släktet Artocarpus och familjen mullbärsväxter. Inga underarter finns listade i Catalogue of Life.

## Bildgalleri

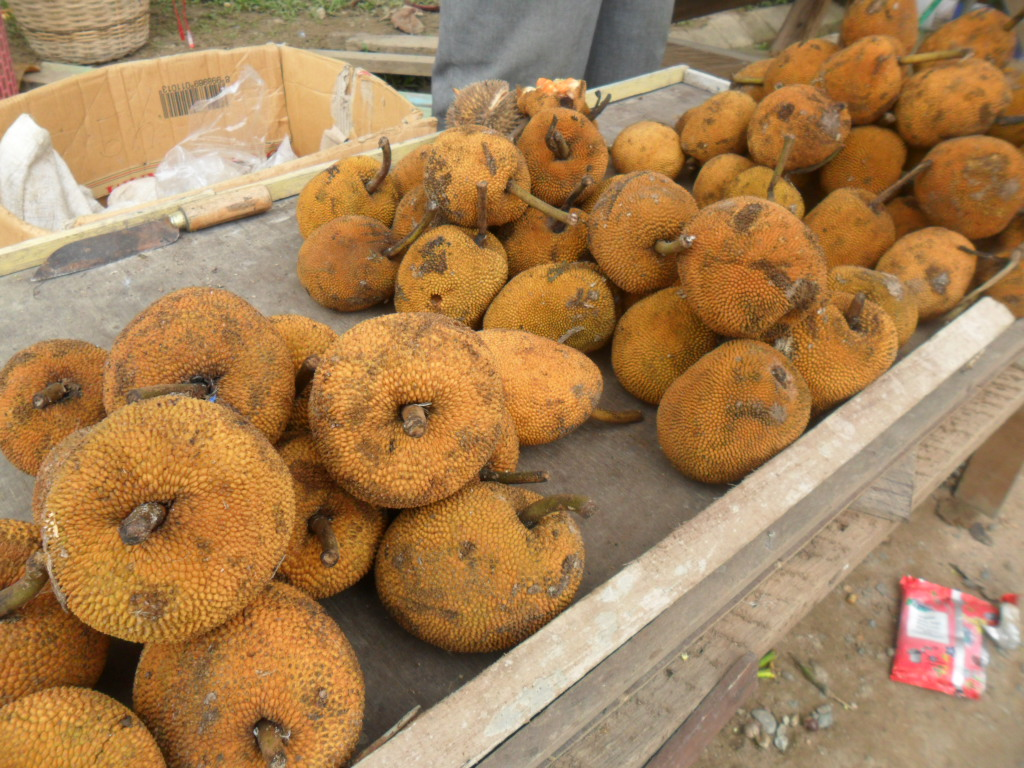